# プヤティハートキ (プヤティハートキ地区)
プヤティハートキ（ウクライナ語: П'ятихатки）はウクライナのドニプロペトローウシク州プヤティハートキ地区にある都市。面積は30 km²。人口は18,140人 (2022年1月1日)。
プヤティハートキは1886年に創建された。1938年に市制施行された。
市内ではプヤティハートキ駅がある。首都キエフまでの直線距離は318 km、鉄道で417 kmとなっている。州庁所在地までの直線距離は98 km、鉄道で115 kmとなっている。プヤティハートキの日は、10月18日となっている。